# Studios Criteria
Les studios Criteria (en anglais Criteria Studios) sont des studios d'enregistrement à but commercial de Miami, aux États-Unis, créés en 1958 par Mack Emerman. Ils sont aussi connus sous le nom de Alantic South Studios, en rapport avec les autres studios Atlantic, à New York.
Plus récemment ils sont rachetés par The Hit Factory et s'appellent désormais Hit Factory Criteria Studios.

## Liste de quelques artistes
- ABBA
- Bee Gees
- Black Sabbath
- Eric Clapton
- Crosby, Stills and Nash
- Derek and the Dominos
- Manassas
- Aretha Franklin
- Bob Seger
- Lynyrd Skynyrd
- James Brown
- Aerosmith
- David Bowie
- Bob Marley
- 2 Live Crew
- The Eagles
- Dr.Dre
- Mariah Carey
- Lenny Kravitz
- Less Than Jake
- John Cougar Mellencamp
- Jaco Pastorius
- 10,000 Maniacs
- Fleetwood Mac
- Bob Dylan
- R.E.M.
- R. Kelly
- Godsmack
- Austin Mahone

## Référence
- (en) Cet article est partiellement ou en totalité issu de l’article de Wikipédia en anglais intitulé « Criteria Studios » (voir la liste des auteurs).